# Бане Андреев
Бане Андреев Ронков, наричан Ронката (на македонска литературна норма: Бане Андреев – Ронката), е македонски и югославски комунистически партизанин и политик.

## Биография
Бане Андреев е роден на 12 август 1905 година във Велес, тогава в Османската империя. През 1922 година се присъединява към Съюза на комунистическата младеж на Югославия, а от 1923 година е член на ЮКП. На следващата година става член на местния комитет на ЮКП във Велес, на покрайненския комитет на СКМЮ за Вардарска бановина и като такъв взима е делегиран на Покрайненска конференция на същата организация. От 1926 година е вече член на ЦК на СКМЮ.
Следва в Белградския университет, следен е от местната полиция заради активността си и през януари 1929 година е затворен и осъден на 15 години затвор по „Закона за защита на държавата“. Излежава присъдата си в Сремска Митровица и Лепоглава до юли 1941 година, когато с голяма група комунисти успешно бяга от затвора. Между септември 1941 година и май 1942 година е политически секретар на Покрайненския комитет на ЮКП, като следва линията на ЦК на БКП. В писмо до ЦК на ЮКП признава, че особено в Скопие месеци наред са претърпявани непрекъснати провали, повечето от местните комунисти се държат „предателски“ и „провокаторски“, почти всички дезертьори от местните партизани са арестувани, държат се „срамно“ и въобще не са успели, оценявайки изпращането им като голяма грешка. Населението пък не е поддържало партизаните и дори ги е предавало, в Македония провалите са ежедневни, ширещи се по старите връзки, като са губени и членове от местните комитети, като примерно в Прилеп по време на четиридесетте дни действие на Борка Талески се сменят четири местни комитета, като скоро след началото на дейността на всеки следващ той е бил унищожаван от правоохранителните органи. Тогава Андреев е арестуван от българската полиция. В резултат започва фракционистка борба между двата лагера. Вера Ацева и Борко Темелковски са отстранени като „фракционисти“, а Цветко Узуновски създава временен областен комитет, който с помощта на Кузман Йосифовски и Темелковски се опитва да вземе надмощие. По-късно Андреев е освободен, като през пролетта на 1943 година е избран за член на ЦК на новооснованата МКП. През същата година отново е арестуван от българската полиция в Битоля и е интерниран в село Шияково, Северна България. През 1944 година е избран за член и политически комисар на главния щаб на НОВ, за делегат на АСНОМ, за член на АВНОЮ и за член на Уставотворното събрание.
На 27 септември 1944 година в България пристига делегация на Македонската комунистическа партия в състав Бане Андреев, Светозар Вукманович-Темпо, Михайло Апостолски и Лазар Колишевски, която провежда разговори с Александър Мартулков, Петър Шанданов, Петър Трайков, Туше Делииванов, Кръстьо Гермов с идеята за завръщане на всички македонци от емиграция, както и за евентуално присъединяване на Пиринска Македония към страната. След формирането на СФР Югославия Андреев е избран за министър на минното дело на Югославия в периода 3 март 1945 до 2 февруари 1946, отново е министър на минното дело и във второто правителство на Тито в периода 2 февруари 1946 – 1 април 1949 г. От 1 април 1949 до 27 април 1950 е министър на водното стопанство.
На Петия конгрес на ЮКП от 1948 година е избран за кандидат-член на Централния комитет на Югославската комунистическа партия, но след разрива между Тито и Сталин е изключен от партията поради просъветските си възгледи. По-късно повторно е приет в Съюза на комунистите на Югославия (името на ЮКП от 1952 година) и работи в Института за икономически изследвания на Сърбия до пенсионирането си. През 1955 година в статията на „Югославската енциклопедия“ за него пише, че според него македонският народ е вярвал в освободителната роля на България, македонците не са искали да се борят против българските войници и че трябва да се отзовават на мобилизацията, извършвана от българските власти.
Умира на 5 ноември 1980 година в Белград.
През 1939 година Кочо Рацин посвещава стихотворението си „Татунчо“ от стихосбирката „Бели мугри“ на Бане Андреев.